# Endrey Sándor
Endrey Sándor (Nagyvárad, 1867. január 16. – Kovácspatak, 1940. július 19.) magyar festő és grafikus.

## Életútja
Művészeti iskoláit Budapesten és Párizsban végezte. 1891-től vett részt munkáival kiállításokon, köztük a velencei biennálén is több alkalommal. 1936–1937 között az Amerikai Egyesült Államokban tett hosszú tanulmányutat, az óceánon túl kiállításokon is szerepelt. Többnyire arcképeket festett, ezek közül a legnevezetesebbek Wekerle Sándor és Vajda János portréi. Néhány alkotása a Magyar Nemzeti Galériában látható.